# 齊柳里基
50°21′19″N 35°57′17″E / 50.35528°N 35.95472°E
齊柳里基（烏克蘭語：Цилюрики）是位於烏克蘭東部的村莊，由哈爾科夫州博霍杜希夫區的佐洛奇夫市鎮負責管轄。該村始建於1700年，面積0.19平方公里，海拔高度178米，2001年人口45，人口密度每平方公里234.4人。